# The Great Escape Festival
The Great Escape Festival ist ein seit 2006 in Brighton, England, stattfindendes Musikfestival. Die dreitägige Veranstaltung bringt jedes Jahr im Mai Musik aus verschiedenen Stilrichtungen auf die Bühne, darunter Rock, Alternative Rock, Indie-Rock, Punkrock, Hard Rock, Electronic Dance Music, Techno, Electropop, Akustische Musik und Hip-Hop. Über 300 Bands treten auf mehr als 30 Bühnen überall in der Stadt auf.
Neben den musikalischen Darbietungen gibt es auch eine gut besuchte Konferenz der Musikindustrie. Unter dem Namen The Alternative Escape gibt es parallel weitere, inoffizielle Auftritte.
2020 fiel das Festival wegen der COVID-19-Pandemie aus. 2021 fand ein virtuelles Event statt. Im Jahr darauf konnte das Festival wieder vor Ort besucht werden.

## Festivals (Auswahl)
| Jahr | Besucher            | Headliner |
| ---- | ------------------- | --- |
| 2013 | ca. 20.000          | Bastille, Billy Bragg |
| 2014 | ca. 20.000          | Example, Kaiser Chiefs, Kelis |
| 2015 | ca. 20.000          | Alabama Shakes, Kate Tempest |
| 2016 | ca. 20.000          | Mystery Jets, Stormzy, The Joy Formidable |
| 2017 | ca. 20.000          | James Hersey, Rag ’n’ Bone Man, Sophie Hunger                                                                                                 |
| 2018 | ca. 20.000          | Aine Cahill, Hunter And The Bear, M.I.L.K. |
| 2019 | ca. 15.000          | AJ Tracey, Fat White Family, Foals, Friendly Fires, A K Patterson, Himalayas, JC Stewart, Jvck James, L Devine, Lucia, Sam Tompkins, Sick Joy |
| 2020 | abgesagt            | Do Nothing, GoGo Penguin, Noisy, Jay1, L’Impératrice, Phoebe Green, Shvpes, Shygirl, Sons of Raphael                                          |
| 2021 | ca. 15.000 (online) | Billie Marten, Chubby And The Gang, Yard Act                                                                                                  |
| 2022 | ca. 15.000          | Gustaf, Sam Ryder |